# 華盛頓 (紐約州)
华盛顿（英語：Washington）是位于美国纽约州达奇斯县的一个镇，地处达奇斯县中部、波基普西市东北。2010年美国人口普查时，该镇有4741人。华盛顿镇建于1788年，其名称来源于曾在美国独立战争时期路过此地的美国国父乔治·华盛顿。